# Марія Гріпе
Марія Кристіна Гріпе (до шлюбу Вальтер) (нар.25 липня 1923, замок Оскар-Фредріксборг, поблизу Ваксгольма — пом.5 квітня 2007) — шведська письменниця, лауреатка Міжнародної премії імені Г. К. Андерсена (1974), премії імені Астрід Ліндген (1972), премії Скандинавської дитячої книги (1985).

## Біографія
Народилася у родині морського офіцера. Закінчила гімназію для дівчаток в Еребру, куди переїхала родина. Вступила до університету в Стокгольмі, де вивчала історію, релігію, психологію та філософію, захоплювалася лінгвістикою. 1946 року одружилася з художником Гаральдом Гріпе.

## Творчість
Перший твір «У нашому містечку» (1954 року) написала для доньки Камілли, книжку проілюстрував чоловік (як і більшість пізніших книжок). Справжній успіх прийшов до письменниці із повістю «Юсефіна» (1961) — історією про вразливу пасторську доньку, яка також стане героїнею двох інших повістей — «Гуго та Юсефіна» (1962) і «Гуго» (1966). 
Дитина у середовищі нерозуміння тема багатьох її творів: «Донька тата Пелеріна» (1963), «Нічний тато» (1968), «Скляний тунель» (1969), а також повісті про найвідомішого її героя Ельвіса Карлсона: « Ельвіс Карлсон» (1972), «Ельвіс! Ельвіс!» (1973), «Справжній Ельвіс» (1976), «Як бути Ельвісом» (1977) і «Просто Ельвіс!» (1979). 
Також її перу належать «Діти склодува» (1964), «Будинок Юлії та нічний тато» (1971), «Жук летить у сутінках» (1978), «Неймовірна історія Агнес Сесілії» (1981), «Тінь над кам'яною лавкою» (1982), «… і білі тіні в лісі» (1984), «Діти дітей» (19860, "Ліфт до четвертого поверху (1991). «Власні світи» (1994), «Квітка Анни» (1997). Загалом у її доробку 38 книжок.
1987 року її названо серед п'ятьох найвідоміших скандинавських дитячих письменниць (Астрід Ліндгрен, Марія Гріпе, Сесіль Ліліус, Туве Янссон, Ірмелін Сандман-Ліліус). Книжки Марії Гріпе перекладені 30 мовами світу. Повісті "Діти склодува, «Жук летить у сутінках» та «Неймовірна історія Агнес Сесілії» екранізовано у 1990-х, трилогію про Юсефіну у 1967, фільм про Ельвіса вийшов 1976, а «Тінь над кам'яною лавкою» стала серіалом 1989. Також за мотивами її творів написано лібрето радіо п'єс.

## Художня своєрідність
На думку Галини Кирпи, «особливість творчої манери Марії Гріпе — філігранне вміння поєднати два потилежні світи: казковий і реальний, сплести їх докупи в тугий вузол і наповнити його елементами романтики, містики, мітології, символіки, недомовок, таємничости, загадок, щоб урешті-решт зробити з нього світ один на всіх — і для дітей, і для дорослих».

## Український переклад
Українською у перекладі Галини Кирпи вийшли книги «Діти склодува» та «Ельвіс Карлсон» (видавництво «Юніверс», 2006).